# ماري لوويد

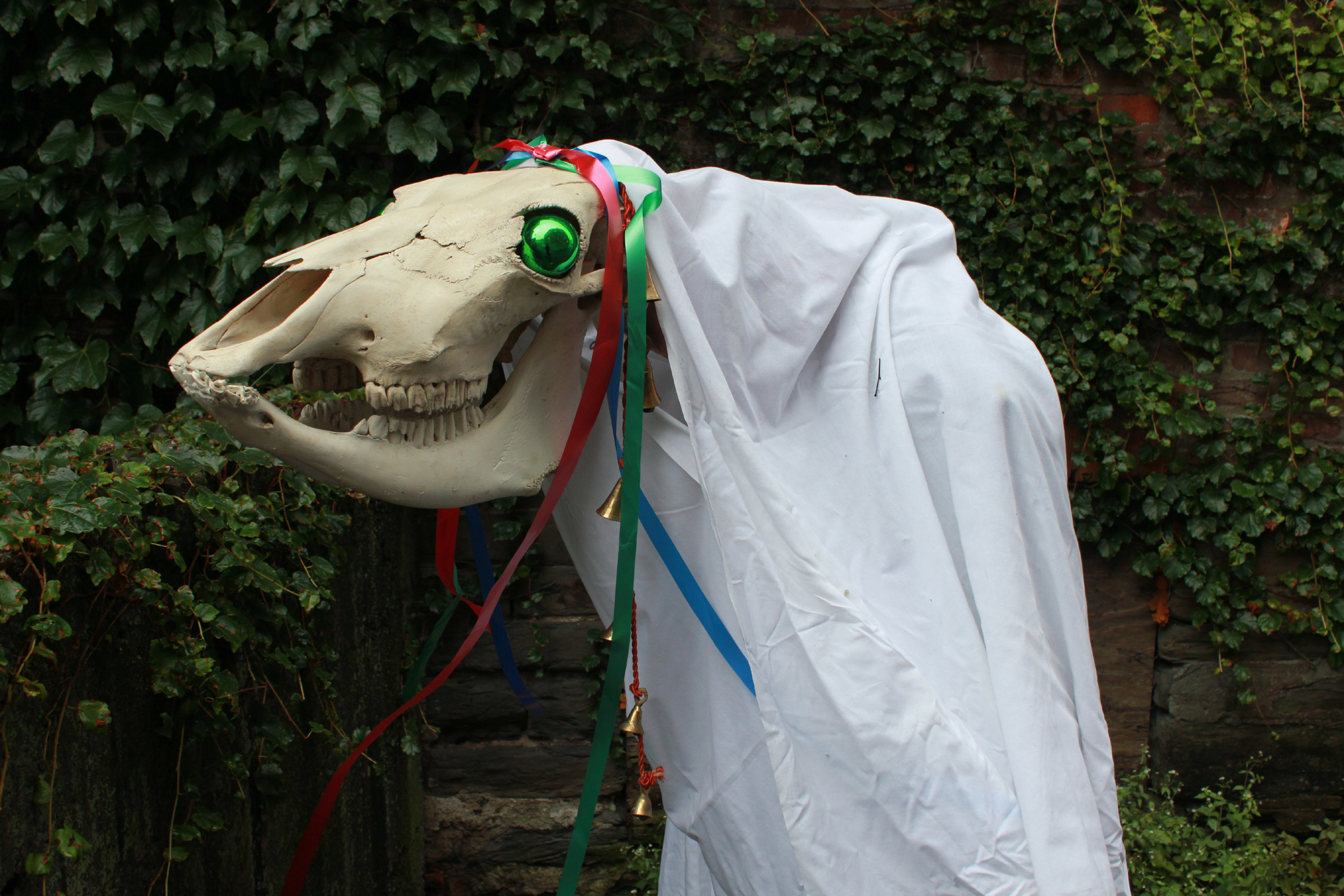
ماري لويد المعاصرة

ماري لويد (الويلزية: Y Fari Lwyd، النطق الويلزي: [əvaːri ˈlʊi̯d]) هي عادة شعبية في جنوب ويلز. يستلزم التقليد استخدام حصان هواية مسمى، وهو مصنوع من جمجمة حصان مثبتة على عمود ويحملها فرد مختبئ تحت قماش الخيش.
تم تسجيل هذه العادة لأول مرة في عام 1800، مع ظهور روايات لاحقة عنها في أوائل القرن العشرين. كانت ماري لويد تقليدًا يتم إجراؤه في وقت عيد الميلاد من قبل مجموعات من الرجال الذين سيرافقون الحصان في رحلاته في جميع أنحاء المنطقة المحلية، وعلى الرغم من تنوع تركيبة هذه المجموعات، فقد تضمنت عادةً فردًا يحمل الحصان، قائد وأفراد يرتدون زي شخصيات مثل بانش وجودي. كان الرجال يحملون ماري لويد إلى المنازل المحلية، حيث يطلبون الدخول من خلال وسيلة الغناء. يُتوقع من أصحاب المنازل منعهم من الدخول، مرة أخرى من خلال الغناء، وسيواصل الجانبان ردودهما على بعضهما البعض بهذه الطريقة. إذا رجع أصحاب المنازل في النهاية، فسيُسمح للفريق بالدخول وإعطائهم الطعام والشراب.

## الوصف
يتكون ماري لويد نفسه من جمجمة حصان مزينة بشرائط ومثبتة على عمود؛ في الجزء الخلفي من الجمجمة، يتم إرفاق ورقة بيضاء تتدلى لأسفل لإخفاء كل من العمود والفرد الذي يحمل هذا الجهاز. في بعض الأحيان، لم يتم تمثيل رأس الحصان بجمجمة، بل كان مصنوعًا من الخشب أو حتى الورق. كان فك الحصان قادرًا على الفتح والإغلاق نتيجة لربطه بخيط أو رافعة، وهناك روايات عن قطع من الزجاج يتم لصقها في تجاويف العين لبعض الأمثلة التي تمثل العيون. لاحظ أحد المراقبين للتقليد كما تم إجراؤه في لانجينويد خلال القرن التاسع عشر أن التحضير للنشاط كان حدثًا جماعيًا، حيث شارك العديد من السكان المحليين في تزيين ماري لويد.

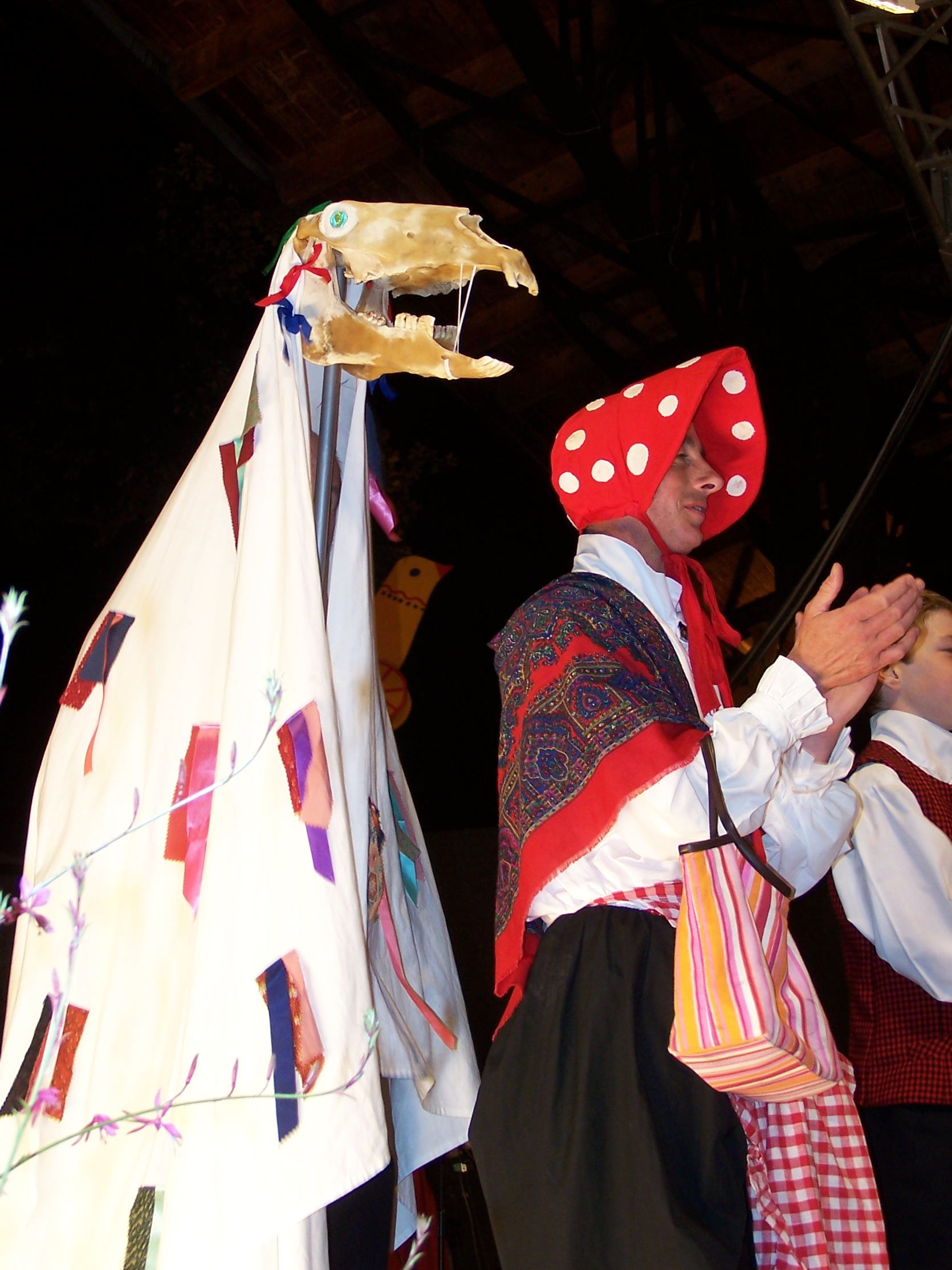
ماري لويد، خلال احتفال في عام 2006

تم تنفيذ عادة ماري لويد خلال احتفالات الشتاء، وتحديداً حول تواريخ عيد الميلاد ورأس السنة الجديدة. ومع ذلك، فإن التاريخ الدقيق الذي تم فيه تنفيذ العرف اختلف بين القرى، وفي عدد من الحالات تم تنفيذ العرف لعدة ليال متتالية. هناك مثال فريد قدمه حساب من جوير حيث تم دفن الرأس طوال العام، حيث تم حفره فقط لاستخدامه خلال موسم عيد الميلاد.
كانت العادة تبدأ عند الغسق وتستمر في كثير من الأحيان حتى وقت متأخر من الليل. تألفت حفلة ماري لويد من أربعة إلى سبعة رجال، غالبًا ما كان لديهم شرائط ملونة وورود ملحقة بملابسهم وأحيانًا يرتدون وشاحًا عريضًا حول الخصر. عادة ما كان هناك «زعيم» يرتدي ملابس أنيقة ويحمل عصا أو عصا أو سوط، وأحيانًا شخصيات أخرى مثل «ميريمان» الذي يعزف الموسيقى، وبانش وجودي (كلاهما يلعبهما رجال) مع وجوه سوداء؛ غالبًا ما كان بانش يرتدي ملابس زاهية، وكان يحمل مكواة نيران معدنية طويلة وكان لدى جودي قطعة قماش.
كان حزب ماري لويد يقترب من المنزل ويغني أغنية طلبوا فيها الدخول. وبعد ذلك، قدم سكان المنزل الأعذار لعدم تمكن الفريق من الدخول. كان الحزب يغني آية ثانية، ويستمر الجدل بين الجانبين - المعروف باسم بونسيو (شكل من أشكال المعركة الموسيقية) - حتى نفاد أفكار سكان المنزل، وفي ذلك الوقت اضطروا للسماح للحزب بالدخول وإمدادهم بالجعة والطعام. وصف حساب من نانتجارو مثل هذا الأداء، حيث تتسبب شخصيات بانش وجودي في إحداث ضوضاء، مع قيام لانجينويد بالنقر على الأرض على إيقاع الموسيقى والقرع على الباب باستخدام لعبة البوكر، بينما تقوم جودي بتنظيف الأرض، وجدران المنزل. كان على أصحاب المنازل أن يعدوا بانش بأنه لن يلمس موقدهم قبل دخوله المبنى، وإلا كانت العادات المحلية أنه قبل مغادرته كان يشعل النار بوكره. ومع ذلك، في حالة لانجينويد، لم يكن هناك تفاعل بين أفراد الأسرة والفرقة، ولكن تم منح الأخيرة عادةً الدخول تلقائيًا بعد غناء أول بيت من أغنيتهم.

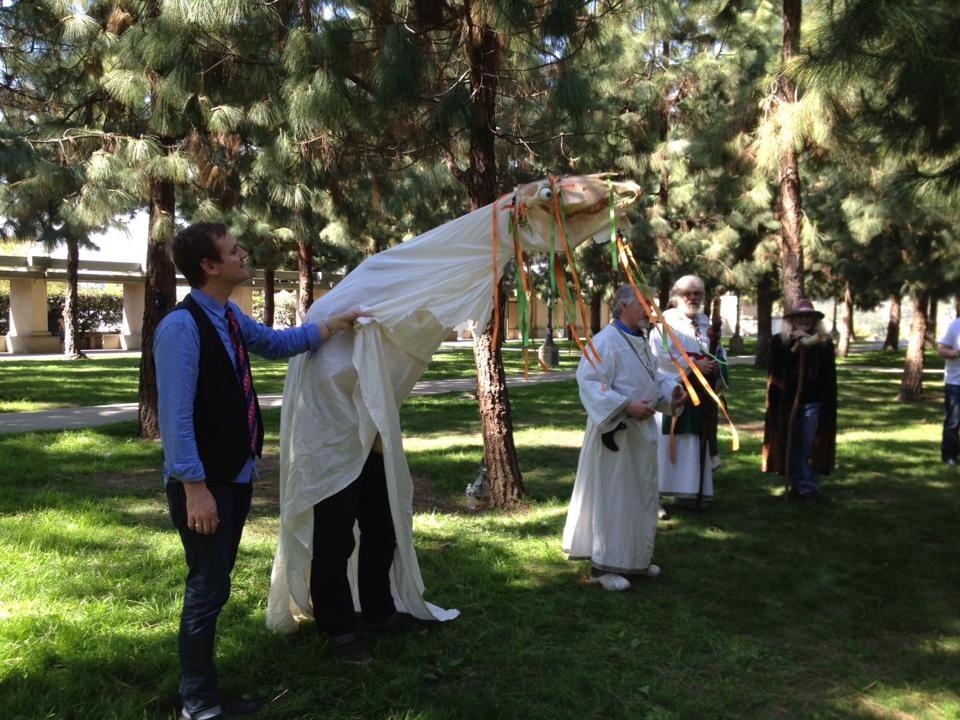
ماري لويد في احتفالات عيد القديس ديفيد 2013 في لوس أنجلوس.

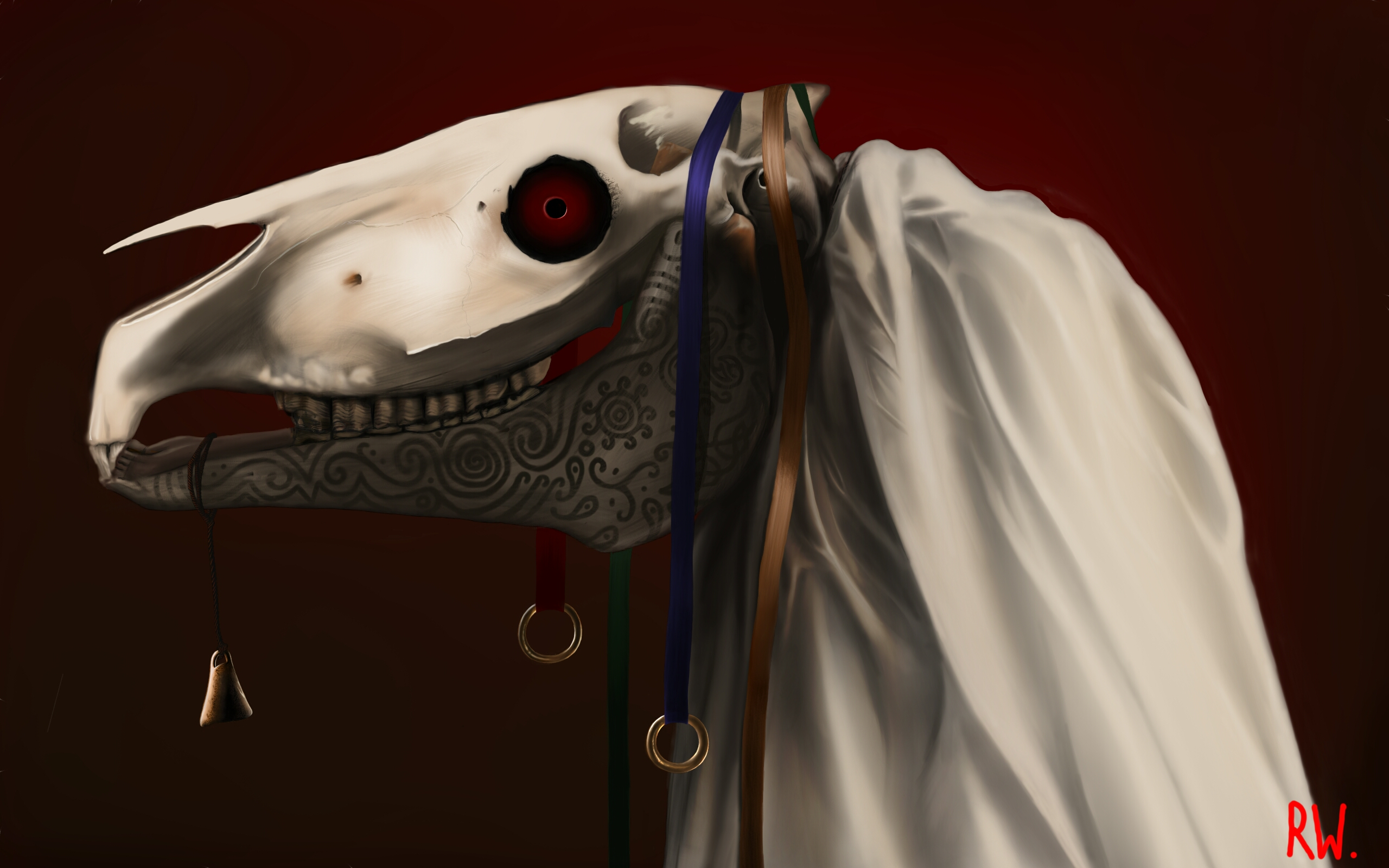
اللوحة الحديثة لماري لويد

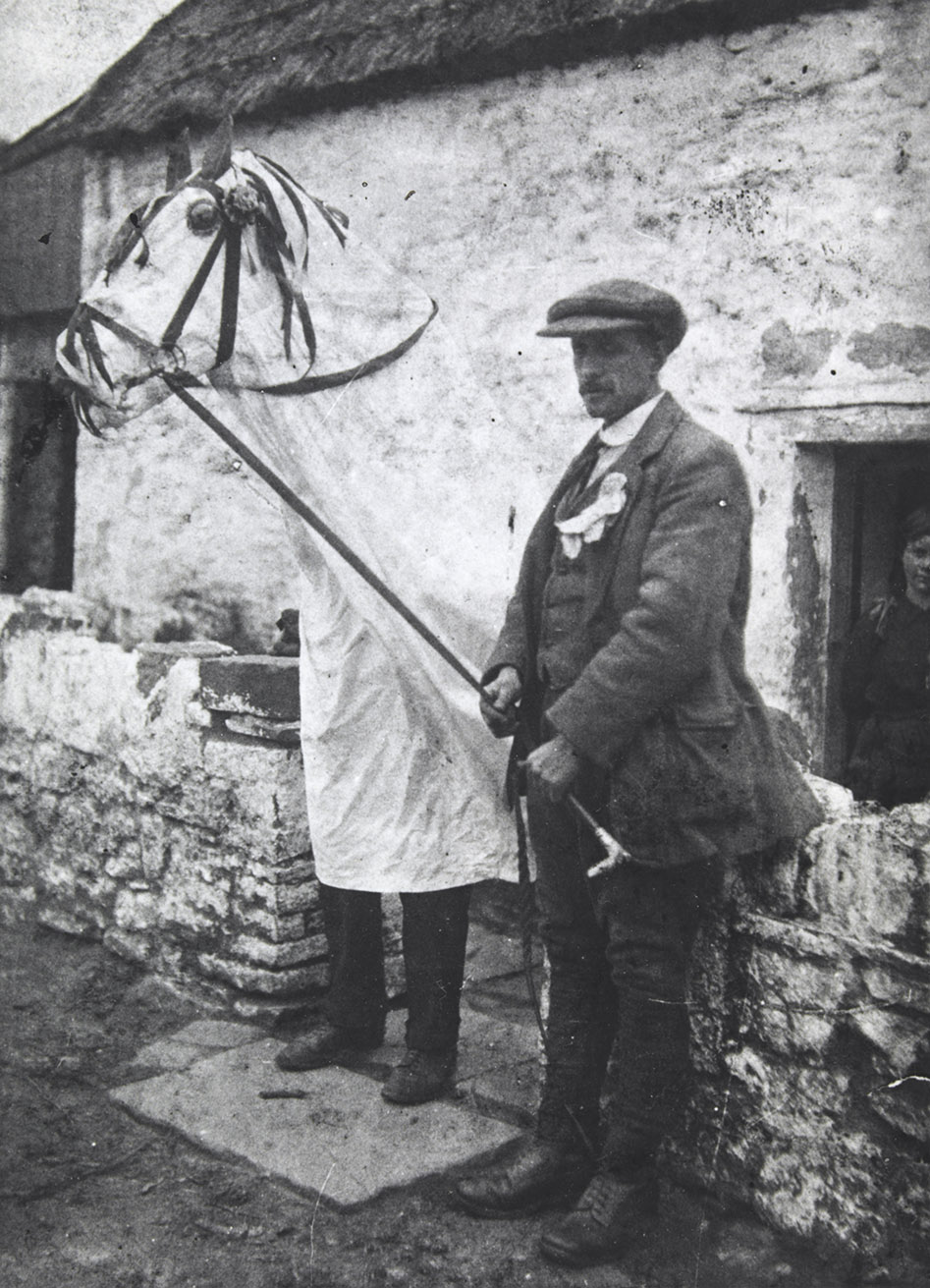
صورة لماري لويد من لانجينويد، جلامورجان، خلال أوائل القرن العشرين. التقطت الصورة بين عامي 1904 و 1910

## في الثقافة
أثارت ماري لويد ردود فعل من الفنون في ويلز. نشر الشاعر فيرنون واتكينز كتابه "قصيدة ماري لويد" في عام 1941. وقد كتب الرئيس أساقفة كانتربري روان ويليامز أن هذه "إحدى القصائد البارزة في القرن، تجمع بين الطقوس الشعبية للعام الجديد، المسيحي القربان المقدس، الحدود المضطربة بين الأحياء والأموات، لتقديم نموذج لما هو الشعر نفسه - العمل الحدودي بين الموت والحياة، العام القديم والجديد، الخبز والجسد.
تم استخدام ماري لويد من قبل الفنان كليف هيكس جينكينز في سلسلة من الرسومات من حوالي عام 2000 والتي ركزت على تحول الحصان / الرجل كنذير كابوس بوفاة والده. كتبت كاتريونا أوركهارت سلسلة من القصائد بعنوان حكاية الفرس والتي نُشرت جنبًا إلى جنب مع صور هيكس جينكينز في عام 2001. في روايتها «الفضة على الشجرة» عام 1977، تضمنت المؤلفة سوزان كوبر مظهرًا من ماري لويد.

## روابط خارجية
- عادات عيد الميلاد: ماري لوي د«في متحف التاريخ الوطني».
- "ماري لويد[وصلة مكسورة] " في مكتبة ويلز الوطنية.
- "سحر ماري" في FolkWales.org.
- تشيبستو ماري لويد ووصيل.
- "Mari Lwyd: Llangynwyd" في FolkWales.org.